# Moscato di Sardegna

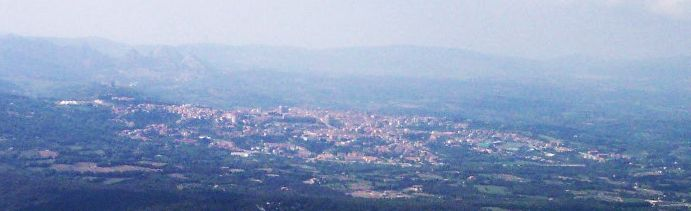
Tempio Pausania vom Monte Limbara aus gesehen

Moscato di Sardegna DOC ist die Bezeichnung für süße Weißweine sowie Schaumweine, die auf der italienischen Insel Sardinien produziert werden. Die Weine genießen seit dem 13. Dezember 1979 den Status einer „kontrollierten Herkunftsbezeichnung“ (Denominazione di origine controllata – DOC), die zuletzt am 7. März 2014 aktualisiert wurde.

## Anbau
Die Anbau- und Produktionszone umfasst die gesamte Insel Sardinien sowie die Nachbarinseln San Pietro und Sant’Antioco. Der Wein wird aber vorwiegend im Norden in der Gallura produziert. Daher dürfen zur näheren Spezifizierung die Unterzonen „Gallura“, „Tempio“ oder „Tempio Pausania“ auf dem Etikett erwähnt werden. Diese Zusatzangabe ist nur für den „Moscato di Sardegna Spumante“ gestattet.

## Erzeugung
In der Denomination werden in hauptsächlich Schaumweine der Qualität Spumante sowie in geringem Maße Stillweine hergestellt. Alle Weine werden aus Moscato Bianco (90–100 %) sowie gegebenenfalls anderen in der Region Sardinien zugelassenen weißen Sorten (bis 10 %) gekeltert. Weiterhin wird ein „Passito“ erzeugt.

## Beschreibung
Laut Denomination (Auszug):

### Moscato di Sardegna Bianco
- Farbe: goldgelb
- Geruch: intensives, charakteristisches Aroma
- Geschmack: süß, samtig
- Alkoholgehalt: mindestens 12,0 Vol.-%, mit einem Rest von mindestens 2,0 % potentiellem Alkoholgehalt
- Säuregehalt: mind. 4,0 g/l
- Trockenextrakt: mind. 20,0 g/l

### Moscato di Sardegna Spumante
- Perlage: fein und leicht flüchtig
- Farbe: strohgelb
- Geruch: aromatisch, zart, charakteristisch
- Geschmack: süß, zart, fruchtig, charakteristisch nach Muskateller
- Alkoholgehalt: mindestens 11,5 Vol.-%, mit einem Rest von mindestens 8,0 % potentiellem Alkoholgehalt
- Säuregehalt: mind. 5,0 g/l
- Trockenextrakt: mind. 17,0 g/l
- Gesamtzuckergehalt:  mindestens 50 und höchstens 95 g/l